# Лексус Локлеар
Бренді Джанін Соммервіль (англ. Brandi Janeen Sommerville), відома як Лексус Локлеар (англ. Lexus Locklear) — американська порноакторка і фотомодель. 

## Біографія
Народилася 5 березня 1976 року в місті Вентура штату Каліфорнія. 
У травні 1996 року була «Кішечкою місяця» порножурналу Penthouse.
В 18 років почала танцювати стриптиз у нічних клубах штату Пенсильванія. Після чого вирушила в Південну Каліфорнію, де в 1995 році підписала контракт з порностудією Video Team Після нетривалих зйомок порнофільмів  наприкінці 1995 року тимчасово залишає порноіндустрію. В 1997 році повернулася до зйомок після збільшення грудей та інших пластичних операцій.
У 1997 році уклала контракт з порностудією Vivid Video. Серед фільмів цій студії найяскравішими є однойменний рімейк порнофільму «Деббі підкорює Даллас» (Debbie Does Dallas), а також інші фільми Пола Томаса — «Control», «Mobster's Wife», «Shipwreck». 
У 1999 році пішла з порноіндустрії, знявшись у близько 30 порнофільмах.